# Crimen de Susqueda
Crimen de Susqueda, con este nombre se conoce el proceso judicial español, del crimen perpetrado el 24 de agosto de 2017 en el embalse de Susqueda en Gerona, cuando desaparecieron dos jóvenes, Paula Mas y Marc Hernández, de 21 y 23 años respectivamente, cuyos cadáveres fueron encontrados posteriormente en el interior del embalse.

## Los hechos
La pareja decidió hacer una excursión al embalse de Susqueda, navegar en kayak y dormir en el coche, pero a media mañana dejaron de estar localizables. Tres días más tarde apareció el kayak flotando en el pantano y un día después, los investigadores encontraron el coche de Paula, hundido a 7 metros de profundidad. El cadáver de Paula fue encontrado el martes 26 de septiembre, 33 días más tarde, debido a la sequía. Como el nivel del agua había bajado entre 2 y 3 metros, parte de su cuerpo estaba atrapado entre las rocas. Cerca de allí se encontró el cadáver de Marc, flotando, con una mochila llena de piedras. Ambos estaban desnudos y mostraban signos de violencia, por lo que los Mozos de Escuadra consideraron que habían sido asesinados.
Tras la realización de la autopsia, se supo que la chica había muerto de un disparo en la cabeza, probablemente con una bala de 9 milímetros o inferior. El cuerpo de Marc estaba en tan mal estado, que no se pudo conocer la causa de la muerte.
Los jóvenes, que eran novios desde hacía un par de años, dijeron a sus familias y amigos que pasarían un día en el campo y dormirían en el Opel Zafira. Al encontrarse el vehículo, tenía las llaves puestas, la primera marcha accionada, la ventana del conductor abierta y el freno de mano quitado. Los asientos delanteros estaban hacia adelante y los de atrás abatidos. Llevaban una especie de colchonetas para pasar la noche.
Los padres de la joven empezaron a preocuparse cuando ella no respondía a los mensajes ni a las llamadas el mismo día 24; pues era una chica muy responsable. Aún estaban vivos a las nueve y media de la mañana porque sacaron dinero de un cajero automático cuya cámara de seguridad les grabó. Poco después entraron en el restaurante La Parada del Pasteral y tomaron algo y no se les volvió a ver más. La última conexión del teléfono móvil de Marc es a las diez de la mañana. El de Paula, dos horas y media más tarde.
Tras los primeros meses de investigación en el entorno de las víctimas para encontrar algún móvil o pista, lo que no pudieron conseguir, los investigadores dedujeron que la pareja se encontró con la persona o las personas no adecuadas, probablemente unos desconocidos, que los mataron y arrojaron al pantano con la intención de que sus cuerpos nunca más salieran a la superficie.

## Presunto autor
El 25 de febrero de 2018 fue detenido como sospechoso Jordi Magentí Gamell, un vecino de 60 años quien había sido condenado y llegó a cumplir 12 años de prisión por matar a su mujer el 4 de diciembre de 1997. El presunto autor del crimen, de donde era su segunda esposa, había vaciado sus cuentas bancarias y tenía comprado un billete de avión.
El fiscal del caso ha requerido que el investigado sea sometido a la prueba del polígrafo cerebral. Ésta es una prueba pericial muy utilizada en los Estados Unidos y que está basada en la modificación que se produce en la actividad cerebral al aplicar un estímulo. El uso de esta prueba permite saber si el sospechoso “conoce datos que solo el autor de los hechos puede conocer”. Este método pericial solo se puede aplicar con el consentimiento del investigado. Para el fiscal, si éste es inocente, no tiene nada que temer. Por otro lado, la fiscalía ha solicitado al juzgado de Instrucción n.º 2 de Santa Coloma de Farners (Gerona), diversas pruebas, entre ellas la petición a Google para que se investigue la navegación de los teléfonos móviles de las víctimas.

## Casos relacionados
Caso de Norbert Feher